# Askgrenda
Askgrenda är en tätort i Liers kommun i Buskerud fylke i sydöstra Norge. Orten ligger vid fylkesväg 2700, nordväst om kommunens centralort Lierbyen.